# Team Stockholm HS
Team Stockholm HS var en handbollsförening på damsidan, bildad 2012 och upplöst 2016. Föreningen var ett samarbete mellan klubbarna Huddinge HK och Spårvägens HF. Syftet med föreningen var att fungera som ett utvecklingslag för unga talanger i respektive klubb och i Stockholm som helhet. Damjuniorerna vann junior-SM två år i rad, 2013 och 2014. Seniorlaget spelade i damernas division 1 när föreningen upplöstes.